# Eustațiu al III-lea de Boulogne
Eustațiu al III-lea de Boulogne (n. 1050, Ducatul Lorena - d. 1125, Rumilly, Franța) a fost conte de Boulogne de la 1087 până la moarte, succedând tatălui său, Eustațiu al II-lea. Mama sa a fost Ida de Lorena.
Despre tatăl său, Eustațiu al II-lea, se știe că a participat la bătălia de la Hastings din 1066, ca aliat al lui William Cuceritorul, și că este posibil să fi fost cel care l-a ucis în luptă pe regele Harold al II-lea al Angliei; de asemenea, el ar fi fost cel care i-a dat propriul său cal lui William după ce cel al ducelui Normandiei fusese omorât de către Gyrth Godwinson, fratele lui Harold.
Eustațiu al III-lea i-a succedat tatălui său drept conte de Boulogne din anul 1087.
El s-a înrolat în Prima cruciadă în 1096, alături de frații săi Godefroy de Bouillon (duce al Lorenei Inferioare) și Balduin de Boulogne, însă la puțină vreme s-a întors în Europa pentru a-și administra proprietățile. 
Eustațiu a fost căsătorit cu Maria (1082–1116), fiică a regelui Malcolm al III-lea și a Margaretei, ulterior sanctificată. Din căsătoria dintre Eustațiu și Maria a rezultat o fiică, Matilda de Boulogne.
Atunci când fratele său mai mic, Balduin I al Ierusalimului s-a stins din viață în 1118, lui Eustațiu i s-a oferit tronul Ierusalimului. La început, contele Eustațiu nu a fost interesat de propunere, însă în cele din urmă a fost convins să accepte oferta. El a străbătut distanța până în Apulia, unde a aflat că, între timp, o ală rudă a lor, Balduin de le Bourg, se încoronase între timp. Eustațiu a revenit la Boulogne unde a încetat din viață în 1125.
După moartea sa, comitatul de Boulogne a fost moștenit de către unica sa fiică, Matilda, și de soțul acesteia, Ștefan de Blois, pe atunci conte de Mortain, iar mai târziu rege al Angliei.